# 奥雷当茹
奥雷当茹（法語：Orée d'Anjou，法語發音：[ɔʁe dɑ̃ʒu] ⓘ）是法国曼恩-卢瓦尔省的一个市镇，属于绍莱区。

## 地名
“奥雷当茹”（Orée d'Anjou）一名意为“安茹的边缘”，而“安茹”是这一地区历史上的一个行省。

## 历史
奥雷当茹成立于2015年12月15日，由以下9个市镇合并而成：
- 布济耶（Bouzillé）
- 尚托索（Champtoceaux）
- 德兰
- 朗德蒙（Landemont）
- 利雷
- 圣克里斯托夫-拉库普里（Saint-Christophe-la-Couperie）
- 圣洛朗德索泰勒（Saint-Laurent-des-Autels）
- 圣索沃尔德朗德蒙（Saint-Sauveur-de-Landemont）
- 拉瓦雷讷（La Varenne）

其中政府驻地为尚托索。

## 地理
奥雷当茹（47°18'0"N, 1°15'25"W）面积156.34 平方千米，位于法国卢瓦尔河地区大区曼恩-卢瓦尔省，该省份为法国西部内陆省份，大致对应安茹地区，北起顺时针与马耶讷省、萨尔特省、安德尔-卢瓦尔省、维埃纳省、德塞夫勒省、旺代省、大西洋卢瓦尔省和伊勒-维莱讷省接壤。
与奥雷当茹接壤的市镇（或旧市镇、城区）包括：乌东、昂斯尼-圣热雷翁、卢瓦尔河畔韦尔、埃夫尔河畔蒙特勒沃、卢瓦尔河畔迪瓦特、勒洛鲁博特罗、拉勒莫迪耶尔、勒塞利耶、拉布瓦西耶尔-迪多雷。
奥雷当茹的时区为UTC+01:00、UTC+02:00（夏令时）。

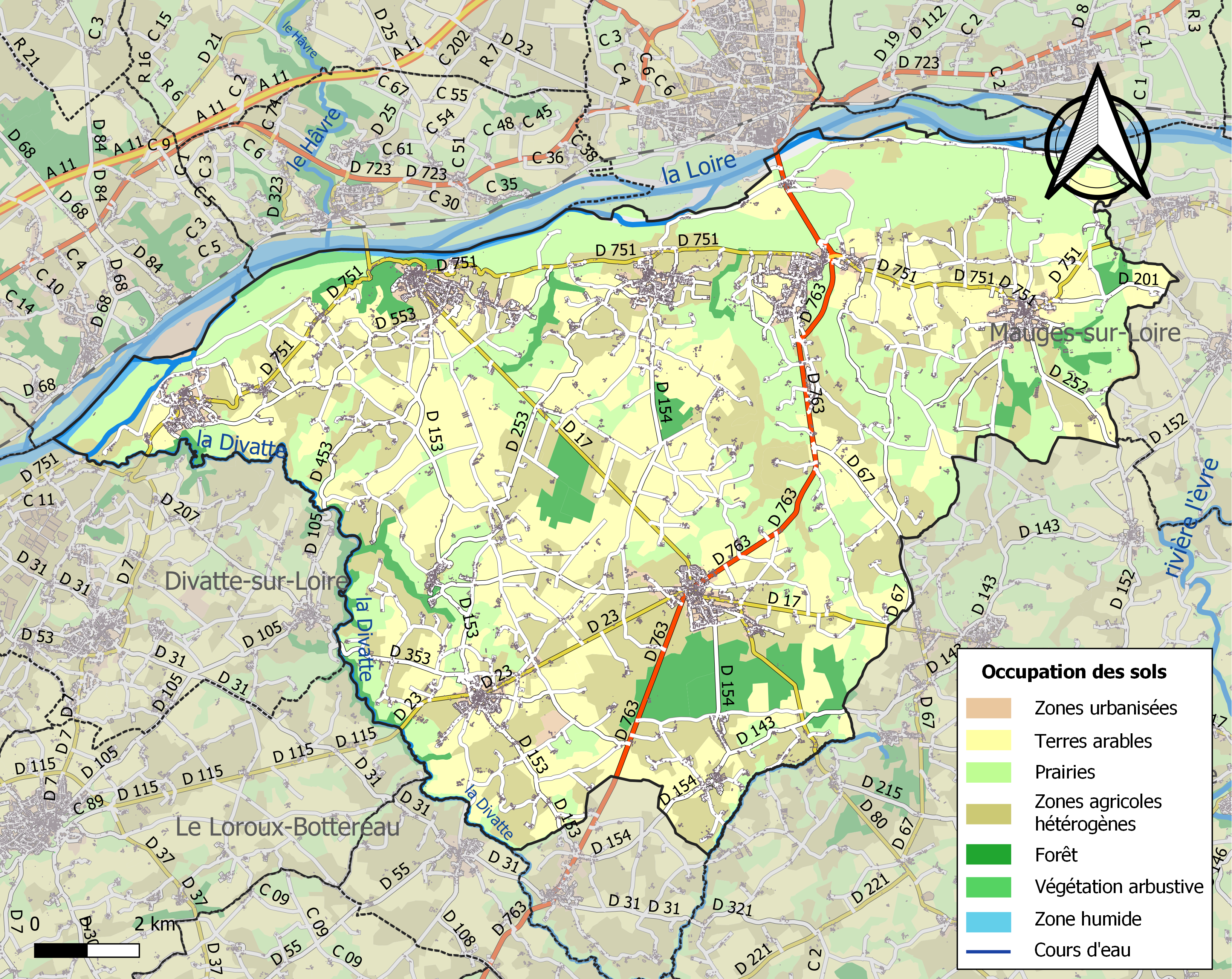
奥雷当茹的OSM定位图

## 行政
奥雷当茹的邮政编码为，INSEE市镇编码为49069、49126。

## 政治
奥雷当茹所属的省级选区为卢瓦尔河畔莫日县。

## 人口
奥雷当茹于2022年1月1日时的人口数量为16975人。